# Liste der Sozialsenatoren von Bremen
Dies ist eine Liste der Sozialsenatoren der Freien Hansestadt Bremen.

## Senatoren vor 1945, die auch für das Wohlfahrtswesen zuständig waren
- Carl Detmar Stahlknecht, DVP, von 1925 bis 1928
- Wilhelm Kaisen, SPD, von 1928 bis 1933
- Karl Hermann Otto Heider, NSDAP von 1933 bis 1934

## Sozialsenatoren seit 1945
| Name                                                              | Amtsantritt                                                         | Senat                                     | Partei                      |
| Senator für Wohlfahrtswesen                                       | Senator für Wohlfahrtswesen                                         | Senator für Wohlfahrtswesen               | Senator für Wohlfahrtswesen |
| ----------------------------------------------------------------- | ------------------------------------------------------------------- | ----------------------------------------- | --------------------------- |
| Wilhelm Kaisen                                                    | 6. Juni 1945                                                        | Vagts                                     | SPD                         |
| Adolf Ehlers                                                      | 1. August 1945                                                      | Kaisen I                                  | KPD SPD                     |
| Senator für Gesundheit und Wohlfahrt                              |                                                                     |                                           |                             |
| Adolf Ehlers                                                      | 28. November 1946                                                   | Kaisen II                                 | KPD SPD                     |
| Senator für Arbeit, Sozialordnung und Wohnungswesen               |                                                                     |                                           |                             |
| Willy Ewert                                                       | 22. Januar 1948                                                     | Kaisen III                                | SPD                         |
| Senator für Arbeit und Wohlfahrt                                  |                                                                     |                                           |                             |
| Gerhard van Heukelum                                              | 18. Mai 1948                                                        | Kaisen III                                | SPD                         |
| Senator für Wohlfahrt und Gesundheit                              |                                                                     |                                           |                             |
| Johannes Degener                                                  | 29. November 1951 28. Dezember 1955                                 | Kaisen IV Kaisen V                        | CDU                         |
| Karl Krammig                                                      | 8. Oktober 1958                                                     | Kaisen V                                  | CDU                         |
| Senator für Wohlfahrt und Jugend                                  |                                                                     |                                           |                             |
| Annemarie Mevissen                                                | 21. Dezember 1959 26. November 1963 20. Juli 1965 28. November 1967 | Kaisen VI Kaisen VII Dehnkamp Koschnick I | SPD                         |
| Senator für Soziales, Jugend und Sport                            |                                                                     |                                           |                             |
| Annemarie Mevissen                                                | 15. Dezember 1971                                                   | Koschnick II                              | SPD                         |
| Walter Franke                                                     | 5. März 1975                                                        | Koschnick II                              | SPD                         |
| Senator für Arbeit, Soziales, Jugend und Sport                    |                                                                     |                                           |                             |
| Walter Franke                                                     | 3. November 1975                                                    | Koschnick III                             | SPD                         |
| Senator für Soziales, Jugend und Sport                            |                                                                     |                                           |                             |
| Henning Scherf                                                    | 7. November 1979                                                    | Koschnick IV                              | SPD                         |
| Senator für Jugend und Soziales                                   |                                                                     |                                           |                             |
| Henning Scherf                                                    | 10. November 1983 18. September 1985 15. Oktober 1987               | Koschnick V Wedemeier I Wedemeier II      | SPD                         |
| Sabine Uhl                                                        | 6. Februar 1990                                                     | Wedemeier II                              | SPD                         |
| Senator für Gesundheit, Jugend und Soziales                       |                                                                     |                                           |                             |
| Sabine Uhl                                                        | 11. Dezember 1991                                                   | Wedemeier III                             | SPD                         |
| Irmgard Gaertner                                                  | 25. März 1992                                                       | Wedemeier III                             | SPD                         |
| Sabine Uhl (kommissarisch)                                        | 28. Februar 1994                                                    | Wedemeier III                             | SPD                         |
| Irmgard Gaertner                                                  | 16. März 1994                                                       | Wedemeier III                             | SPD                         |
| Senator für Frauen, Gesundheit, Jugend, Soziales und Umweltschutz |                                                                     |                                           |                             |
| Christine Wischer                                                 | 4. Juli 1995                                                        | Scherf I                                  | SPD                         |
| Senator für Arbeit, Frauen, Gesundheit, Jugend und Soziales       |                                                                     |                                           |                             |
| Hilde Adolf                                                       | 7. Juli 1999                                                        | Scherf II                                 | SPD                         |
| Christine Wischer (kommissarisch)                                 | 16. Januar 2002                                                     | Scherf II                                 | SPD                         |
| Karin Röpke                                                       | 20. März 2002 4. Juli 2003 8. November 2005                         | Scherf II Scherf III Böhrnsen I           | SPD                         |
| Willi Lemke (kommissarisch)                                       | 12. Oktober 2006                                                    | Böhrnsen I                                | SPD                         |
| Ingelore Rosenkötter                                              | 2. November 2006 29. Juni 2007                                      | Böhrnsen I Böhrnsen II                    | SPD                         |
| Senator für Soziales, Kinder, Jugend und Frauen                   |                                                                     |                                           |                             |
| Anja Stahmann                                                     | 30. Juni 2011                                                       | Böhrnsen III                              | Grüne                       |
| Senator für Soziales, Jugend, Frauen, Integration und Sport       |                                                                     |                                           |                             |
| Anja Stahmann                                                     | 15. Juli 2015                                                       | Sieling                                   | Grüne                       |
| Senator für Soziales, Jugend, Integration und Sport               |                                                                     |                                           |                             |
| Anja Stahmann                                                     | 15. August 2019                                                     | Bovenschulte I                            | Grüne                       |
| Senator für Arbeit, Soziales, Jugend und Integration              |                                                                     |                                           |                             |
| Claudia Schilling                                                 | 5. Juli 2023                                                        | Bovenschulte II                           | SPD                         |